# The Joshua Tree Tour 2017 e 2019
The Joshua Tree Tour 2017 and 2019 foi uma turnê mundial da banda de rock irlandesa U2. Lançada em suporte do aniversário de 30 anos do álbum de estúdio, The Joshua Tree (1987), a turnê incluiu quatro etapas, sendo duas na América do Norte, Europa e América do Sul, iniciando em 12 de maio de 2017 na cidade de Vancouver, no Canadá e encerrando-se em 15 de dezembro de 2019 na cidade de Mumbai, na India. A banda tocou The Joshua Tree em sua totalidade a cada concerto realizado, marcando as primeiras apresentações ao vivo da música "Red Hill Mining Town". Foi a primeira vez que eles fizeram uma promoção de um álbum com base em uma turnê passada — The Joshua Tree Tour — ao invés de uma versão nova. Como parte da digressão, a banda também participou do Bonnaroo Music Festival, em Manchester, nos Estados Unidos, em junho de 2017. Em 2019, a turnê visitou a Oceania e Ásia de novembro a dezembro.

## Datas da turnê
| 12 de maio de 2017     | Vancouver          | Canadá         | BC Place                      | Mumford & Sons                     | —                            | —            |
| 14 de maio de 2017     | Seattle            | Estados Unidos | CenturyLink Field             | Mumford & Sons                     | —                            | —            |
| 17 de maio de 2017     | Santa Clara        | Estados Unidos | Levi's Stadium                | Mumford & Sons                     | —                            | —            |
| 20 de maio de 2017     | Pasadena           | Estados Unidos | Rose Bowl                     | The Lumineers                      | —                            | —            |
| 21 de maio de 2017     | Pasadena           | Estados Unidos | Rose Bowl                     | The Lumineers                      | —                            | —            |
| 24 de maio de 2017     | Houston            | Estados Unidos | NRG Stadium                   | The Lumineers                      | —                            | —            |
| 26 de maio de 2017     | Arlington          | Estados Unidos | AT&T Stadium                  | The Lumineers                      | —                            | —            |
| 3 de junho de 2017     | Chicago            | Estados Unidos | Soldier Field                 | The Lumineers                      | —                            | —            |
| 4 de junho de 2017     | Chicago            | Estados Unidos | Soldier Field                 | The Lumineers                      | —                            | —            |
| 7 de junho de 2017     | Pittsburgh         | Estados Unidos | Heinz Field                   | The Lumineers                      | —                            | —            |
| 9 de junho de 2017     | Miami Gardens      | Estados Unidos | Hard Rock Stadium             | OneRepublic                        | —                            | —            |
| 14 de junho de 2017    | Tampa              | Estados Unidos | Raymond James Stadium         | OneRepublic                        | —                            | —            |
| 16 de junho de 2017    | Louisville         | Estados Unidos | Papa John's Cardinal Stadium  | OneRepublic                        | —                            | —            |
| 18 de junho de 2017    | Philadelphia       | Estados Unidos | Lincoln Financial Field       | The Lumineers                      | —                            | —            |
| 20 de junho de 2017    | Landover           | Estados Unidos | FedExField                    | The Lumineers                      | —                            | —            |
| 23 de junho de 2017    | Toronto            | Canadá         | Rogers Centre                 | The Lumineers                      | —                            | —            |
| 25 de junho de 2017    | Foxborough         | Estados Unidos | Gillette Stadium              | The Lumineers                      | —                            | —            |
| 28 de junho de 2017    | East Rutherford    | Estados Unidos | MetLife Stadium               | The Lumineers                      | —                            | —            |
| 29 de junho de 2017    | East Rutherford    | Estados Unidos | MetLife Stadium               | The Lumineers                      | —                            | —            |
| 1 de julho de 2017     | Cleveland          | Estados Unidos | FirstEnergy Stadium           | OneRepublic                        | —                            | —            |
| Europa                 |                    |                |                               |                                    |                              |              |
| 8 de julho de 2017     | Londres            | Inglaterra     | Twickenham Stadium            | Noel Gallagher's High Flying Birds | —                            | —            |
| 9 de julho de 2017     | Londres            | Inglaterra     | Twickenham Stadium            | Noel Gallagher's High Flying Birds | —                            | —            |
| 12 de julho de 2017    | Berlim             | Alemanha       | Olympiastadion                | Noel Gallagher's High Flying Birds | —                            | —            |
| 15 de julho de 2017    | Roma               | Itália         | Stadio Olimpico               | Noel Gallagher's High Flying Birds | —                            | —            |
| 16 de julho de 2017    | Roma               | Itália         | Stadio Olimpico               | Noel Gallagher's High Flying Birds | —                            | —            |
| 18 de julho de 2017    | Barcelona          | Espanha        | Estadi Olímpic Lluís Companys | Noel Gallagher's High Flying Birds | —                            | —            |
| 22 de julho de 2017    | Dublin             | Irlanda        | Croke Park                    | Noel Gallagher's High Flying Birds | —                            | —            |
| 25 de julho de 2017    | Saint-Denis        | França         | Stade de France               | Noel Gallagher's High Flying Birds | —                            | —            |
| 26 de julho de 2017    | Saint-Denis        | França         | Stade de France               | Noel Gallagher's High Flying Birds | —                            | —            |
| 29 de julho de 2017    | Amsterdam          | Países Baixos  | Amsterdam Arena               | Noel Gallagher's High Flying Birds | —                            | —            |
| 30 de julho de 2017    | Amsterdam          | Países Baixos  | Amsterdam Arena               | Noel Gallagher's High Flying Birds | —                            | —            |
| 1 de agosto de 2017    | Bruxelas           | Bélgica        | King Baudouin Stadium         | Noel Gallagher's High Flying Birds | —                            | —            |
| América do Norte       |                    |                |                               |                                    |                              |              |
| 3 de setembro de 2017  | Detroit            | Estados Unidos | Ford Field                    | Beck                               | —                            | —            |
| 5 de setembro de 2017  | Orchard Park       | Estados Unidos | New Era Field                 | Beck                               | —                            | —            |
| 8 de setembro de 2017  | Minneapolis        | Estados Unidos | U.S. Bank Stadium             | Beck                               | —                            | —            |
| 10 de setembro de 2017 | Indianapolis       | Estados Unidos | Lucas Oil Stadium             | Beck                               | —                            | —            |
| 12 de setembro de 2017 | Kansas City        | Estados Unidos | Arrowhead Stadium             | Beck                               | —                            | —            |
| 14 de setembro de 2017 | New Orleans        | Estados Unidos | Mercedes-Benz Superdome       | Beck                               | —                            | —            |
| 16 de setembro de 2017 | St. Louis          | Estados Unidos | The Dome at America's Center  | Beck                               | —                            | —            |
| 19 de setembro de 2017 | Phoenix            | Estados Unidos | University of Phoenix Stadium | Beck                               | —                            | —            |
| 22 de setembro de 2017 | San Diego          | Estados Unidos | Qualcomm Stadium              | Beck                               | —                            | —            |
| América Latina         |                    |                |                               |                                    |                              |              |
| 3 de outubro de 2017   | Cidade do México   | México         | Foro Sol                      | Noel Gallagher's High Flying Birds | —                            | —            |
| 4 de outubro de 2017   | Cidade do México   | México         | Foro Sol                      | Noel Gallagher's High Flying Birds | —                            | —            |
| 7 de outubro de 2017   | Bogotá             | Colômbia       | Estadio El Campín             | Noel Gallagher's High Flying Birds | —                            | —            |
| 10 de outubro de 2017  | La Plata           | Argentina      | Estadio Ciudad de La Plata    | Noel Gallagher's High Flying Birds | —                            | —            |
| 11 de outubro de 2017  | La Plata           | Argentina      | Estadio Ciudad de La Plata    | Noel Gallagher's High Flying Birds | —                            | —            |
| 14 de outubro de 2017  | Santiago           | Chile          | Estádio Nacional de Chile     | Noel Gallagher's High Flying Birds | —                            | —            |
| 19 de outubro de 2017  | São Paulo          | Brasil         | Estádio do Morumbi            | Noel Gallagher's High Flying Birds | —                            | —            |
| 21 de outubro de 2017  | São Paulo          | Brasil         | Estádio do Morumbi            | Noel Gallagher's High Flying Birds | —                            | —            |
| 22 de outubro de 2017  | São Paulo          | Brasil         | Estádio do Morumbi            | Noel Gallagher's High Flying Birds | —                            | —            |
| 25 de outubro de 2017  | São Paulo          | Brasil         | Estádio do Morumbi            | Noel Gallagher's High Flying Birds | —                            | —            |
| Oceania e Ásia         |                    |                |                               |                                    |                              |              |
| 8 de novembro de 2019  | Auckland           | Nova Zelândia  | Mount Smart Stadium           | Noel Gallagher's High Flying Birds |                              |              |
| 9 de novembro de 2019  | Auckland           | Nova Zelândia  | Mount Smart Stadium           | Noel Gallagher's High Flying Birds |                              |              |
| 12 de novembro de 2019 | Brisbane           | Austrália      | Suncorp Stadium               | Noel Gallagher's High Flying Birds |                              |              |
| 15 de novembro de 2019 | Melbourne          | Austrália      | Marvel Stadium                | Noel Gallagher's High Flying Birds |                              |              |
| 19 de novembro de 2019 | Adelaide           | Austrália      | Adelaide Oval                 | Noel Gallagher's High Flying Birds |                              |              |
| 22 de novembro de 2019 | Sydney             | Austrália      | Sydney Cricket Ground         | Noel Gallagher's High Flying Birds |                              |              |
| 23 de novembro de 2019 | Sydney             | Austrália      | Sydney Cricket Ground         | Noel Gallagher's High Flying Birds |                              |              |
| 27 de novembro de 2019 | Perth              | Austrália      | Optus Stadium                 | Noel Gallagher's High Flying Birds |                              |              |
| 30 de novembro de 2019 | Kallang            | Singapura      | National Stadium              |                                    |                              |              |
| 1 de dezembro de 2019  | Kallang            | Singapura      | National Stadium              |                                    |                              |              |
| 4 de dezembro de 2019  | Saitama            | Japão          | Saitama Super Arena           |                                    |                              |              |
| 5 de dezembro de 2019  | Saitama            | Japão          | Saitama Super Arena           |                                    |                              |              |
| 8 de dezembro de 2019  | Seul               | Coreia do Sul  | Gocheok Sky Dome              |                                    |                              |              |
| 11 de dezembro de 2019 | Ciudad de Victoria | Filipinas      | Philippine Arena              |                                    |                              |              |
| 15 de dezembro de 2019 | Bombaim            | Índia          | Estádio DY Patil              |                                    |                              |              |
| Total                  | Total              | Total          | Total                         | Total                              | 2,713,136 / 2,713,136 (100%) | $316,990,940 |